# Pseudoflatoides tortrix
Pseudoflatoides tortrix är en insektsart som först beskrevs av Gutrin-mtneville 1856.  Pseudoflatoides tortrix ingår i släktet Pseudoflatoides och familjen Flatidae.

## Underarter
Arten delas in i följande underarter:
- P. t. flavus
- P. t. habanensis
- P. t. insularis